# كيارام سلويان
كيارام أو كارام سلويان ((بالأرمنية: Քյարամ Սլոյան)؛ 27 أبريل 1996 – 1/2 أبريل 2016) كان جنديًا في جيش الدفاع عن أرتساخ قُتل خلال الاشتباكات الأرمنية الأذربيجانية عام 2016. بعد وفاته، قُطع رأسه، مع نشر مقاطع فيديو وصور تظهر جنودًا من القوات المسلحة الأذربيجانية وهم يلتقطون صورًا مع رأسه المقطوع على شبكات التواصل الاجتماعي.
في 28 مايو 2016، مُنح بعد وفاته وسام الصليب القتالي (الدرجة الأولى) من قبل رئيس أرمينيا.

## السيرة الذاتية
ولد كيارام سلويان في أرتاشافان، وهي قرية في محافظة أراغاتسوتن في أرمينيا في 27 أبريل 1996 لعائلة فقيرة من الأكراد اليزيديين. كان والده، كيالاش، من قدامى المحاربين في حرب مرتفعات قره باغ الأولى. تم تجنيد سلويان في جيش دفاع أرتساخ جنبًا إلى جنب مع 100 يزيدي أرمني آخر في سن الثامنة عشرة.
كان سلويان، الذي كان يخدم آنذاك الربع الأخير من خدمته العسكرية، من أوائل الذين قُتلوا خلال الاشتباكات المسلحة. كان من المفترض أن يتم تسريحه بعد حوالي شهرين.

## الوفاة وقطع الرأس
بدأ الجيش الأذربيجاني بمهاجمة المواقع العسكرية الأرمنية في 1 و 2 أبريل، مما أدى إلى سقوط ضحايا من كلا الجانبين. كان سلويان من بين الضحايا. تم بعد ذلك تشويه جثته وقطع رأسه. تم نشر صور لجنود أذربيجانيين يحملون رأسه المقطوع على موقع التواصل الاجتماعي فكونتاكتي. بعد ذلك بوقت قصير، ظهرت مقاطع فيديو لأذربيجانيين يحملون رأسه على مواقع مختلفة. في أحدها، يقوم جندي بتحية الذئاب الرمادية. وصفت صحيفة ذا صنداي تايمز هذه الصور بأنها "صور تذكارية صادمة لجنود أذربيجانيين يرتدون الزي الرسمي وهم يلتقطون صورًا مع الرأس المقطوع". ذكر التقرير العام لمدافع حقوق الإنسان (أمين المظالم) في جمهورية مرتفعات قرة باغ أن قطع رأس كيارام سلويان على يد القوات الأذربيجانية يشكل "انتهاكًا خطيرًا للقانون الدولي العرفي".
بعد ظهور تقارير إخبارية حول تداول الصور، ردت مصادر أذربيجانية بأن الصور مزيفة، وأن الجنود المصورين لا يشبهون الأذربيجانيين عرقيًا، وأن الصور ربما التقطت خلال القتال في سوريا. في 3 مايو نفت وزارة الدفاع الأذربيجانية صحة الصور وقالت إن جميع جثث الجنود الأرمن تم تسليمها بحضور مراقبين دوليين، ولم يتم الكشف عن أي آثار عنف على الجثث.

## الدفن
إذاعة أوروبا الحرة/إذاعة الحرية أرمينيا ذكرت أن جثة سلويان دُفنت بدون رأسها في 5 أبريل 2016، في قريته الأصلية أرتاشافان. في 8 أبريل، من خلال وساطة الصليب الأحمر، أعاد الجانب الأذربيجاني رأسه. تم دفن سلويان للمرة الثانية في اليوم التالي، لوضع رأسه مع جسده.

## التداعيات
تم تسمية فصل دراسي في مدرسة قرية أرتاشافان على اسم سلويان. في 30 مايو 2016 تم افتتاح تمثال نصفي له في نفس المدرسة. مُنح بعد وفاته وسام "الخدمة في المعركة" ووسام الصليب القتالي (الدرجة الأولى).
في أبريل 2016، أدلى الممثل الدائم لأرمينيا لدى منظمة الأمن والتعاون في أوروبا، السفير أرمان كيراكوسيان، ببيان بشأن انتهاكات أذربيجان للقانون الإنساني الدولي في جلسة المجلس الدائم لمنظمة الأمن والتعاون في أوروبا. وأشار إلى أن 3 جنود من بينهم كيارام سلويان تم قطع رؤوسهم على يد جنود أذربيجانيين بطريقة مميزة لـداعش.
وفقًا لـوكالة أنباء ريغنوم، خلال زيارته لمقاطعات تيرتر وأغدام وبردا، قام رئيس أذربيجان إلهام علييف بتكريم جندي أذربيجاني بدا أنه أحد الجنود الذين تم تصويرهم وهم يلتقطون صورًا مع رأس سلويان المقطوع.
أدان نائب وزير الخارجية الأرمني شافارش كوتشاريان تشجيع الجندي الأذربيجاني الذي ظهر في صورة أخرى حيث تم عرض رأس سلويان المشوه بوضوح. وفقًا لكوتشاريان، فإن "تشجيع مثل هذه الجريمة على أعلى مستوى حكومي ليس شيئًا جديدًا بالنسبة لأذربيجان: راميل سافاروف، الذي حُكم عليه بالسجن مدى الحياة لقتله أرمنيًا نائمًا (الملازم غورغين مارغريان) بفأس في بودابست، تم العفو عنه فورًا، وتكريمه وإعلانه بطلاً من قبل الرئيس الأذربيجاني عند تسليمه إلى باكو في عام 2012."
ذكر ممثلو الجمعية البرلمانية لمجلس أوروبا (PACE) عزمهم على إبلاغ مفوض مجلس أوروبا لحقوق الإنسان بقطع الرأس. قال المقررون المشاركون: "سنقدم تقريرًا إلى مفوض مجلس أوروبا لحقوق الإنسان حول حقيقة قتل وقطع رأس مجند، ثم نشره للعامة."
في أبريل 2016، سجلت المحكمة الأوروبية لحقوق الإنسان (ECHR) الشكاوى المقدمة من عائلات 3 جنود أرمن مقطوعي الرأس، بما في ذلك كيارام سلويان. تقدموا إلى المحكمة الأوروبية لحقوق الإنسان للاعتراف بالانتهاكات ضدهم من خلال المعاملة اللاإنسانية، وعدم احترام الحياة الخاصة للضحايا، وكذلك التمييز القومي. وفقًا لرئيس اتحاد "سنجار" اليزيدي بوريس موراز، تم إرفاق منشورات وصور فوتوغرافية، بالإضافة إلى "مقطع فيديو صادم يظهر كيف تجمع أحد القرى الأذربيجانية لعرض رأس سلويان المقطوع" بالدعوى القضائية.
في خطابه، ذكر عضو وفد الجمعية الوطنية لأرمينيا إلى الجمعية البرلمانية لمجلس أوروبا سامفيل فارمانيان أن العديد من الصور على الشبكات الاجتماعية هي "دليل حقيقي على المعاملة القاسية للجنود الأذربيجانيين الذين يلتقطون صورًا مع رأس كيارام سلويان كغنيمة". وفقًا لفارمانيان، "تم نقل الرأس لاحقًا إلى السكان الأذربيجانيين المحليين لعرضه كغنيمة لتشجيع الكراهية والعدوان تجاه الأرمن. لم يتخذ أي إجراء من قبل باكو الرسمية لمعاقبة المذنبين. بفعلها هذا، انتهكت أذربيجان مرة أخرى العديد من المعاهدات الدولية".
وفقًا لـأرافوت ديلي، فإن أحد الجنود الذين التقطوا صورًا مع رأس سلويان، وهو الشخص الذي يؤدي تحية الذئاب الرمادية، يدعى عبد المجيد أخوندوف، وهو مجند في الجيش الأذربيجاني، وأنه قُتل لاحقًا مع استمرار الاشتباكات، وكانت جثته من بين تلك التي أعادتها أرمينيا إلى أذربيجان في التبادل الذي نظمه الصليب الأحمر الدولي.

## الجوائز
| البلد   | الجائزة | الجائزة                              | التاريخ |
| ------- | ------- | ------------------------------------ | ------- |
| أرمينيا |         | وسام الصليب القتالي من الدرجة الأولى |         |
| أرتساخ  |         | وسام "الخدمة في المعركة"             |         |

## روابط خارجية
- قصة بطل – كيارام سلويان، التلفزيون العام الأرمني
- الجندي المقطوع الرأس بقلم رافي يوريدجيان
- "Армения заявила о трех случаях обезглавливания своих солдат в ходе обострения карабахского конфликта". Кавказский Узел. مؤرشف من الأصل في 2016-06-27. اطلع عليه بتاريخ 2016-05-05.